# Cap-Santé
Cap-Santé è un comune del Canada, situato nella provincia del Québec, nella regione di Capitale-Nationale.